# Danny Jones
Daniel Alan David Jones (Bolton, Inglaterra, 12 de marzo de 1986), más conocido como Danny Jones, es un músico y productor musical británico cofundador de la banda británica McFly, completada por sus compañeros Tom Fletcher, Dougie Poynter y Harry Judd.

## Carrera musical

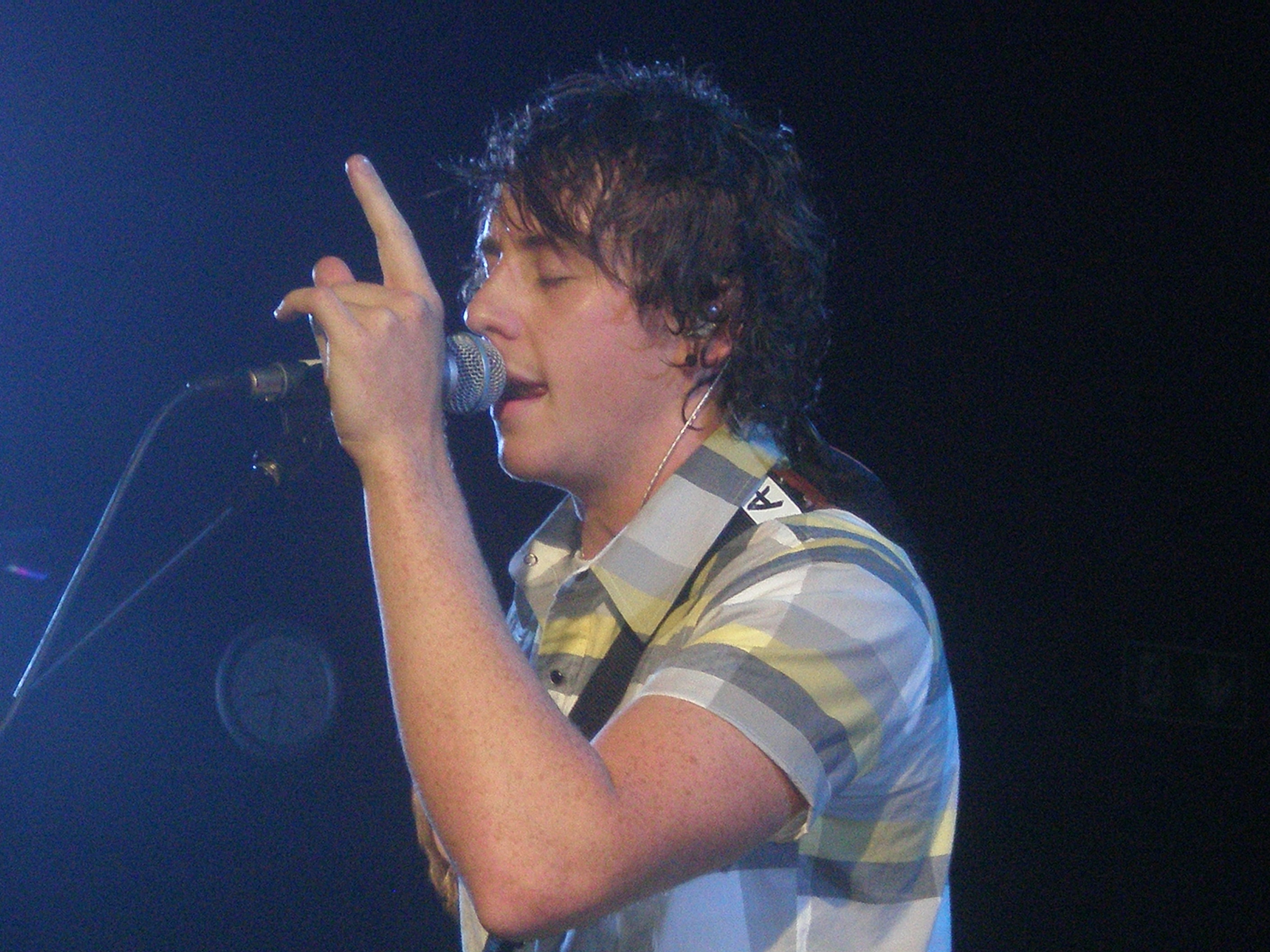

### McFly
Danny se unió a McFly en el año 2003. Conoció a Tom Fletcher en una audición que estaba haciendo para la boyband V, donde tocó el tema «Bittersweet Symphony», de The Verve. Tom, que estaba grabando las audiciones para la discográfica Island Records, en seguida se fijó en él y, como estaba buscando gente para formar un grupo apadrinados por James Bourne, de Busted, se puso en contacto con Danny. Al tener ambos tanto en común, empezaron a componer con James. Posteriormente, Danny y Tom fueron a vivir dos meses al hotel InterContinental de Londres, donde, en una habitación de la tercera planta, compusieron la canción «Room on the 3rd Floor». Más tarde se les unieron Dougie Poynter y Harry Judd completando la formación del grupo, atendiendo a unas audiciones a través de un anuncio en la revista NME.

Danny asume frecuentemente el papel de guitarrista principal, con Tom en la guitarra rítmica, y puede ser visto ejecutando la mayoría de los solos de guitarra. Las guitarras eléctricas que más utiliza son las variaciones de modelos de Fender Telecaster, aunque en los inicios de la banda usaba Gibson Les Paul.

### Influencias musicales
Respecto a sus gustos musicales, destacan The Who, Oasis, Bob Dylan, Bon Iver y su mayor ídolo: Bruce Springsteen. No en vano, sus canciones favoritas son «Born in the U.S.A.» y «Born to Run», ambas de Springsteen.

### Como compositor
Danny coescribió todos los álbumes de estudio de McFly, junto con sus compañeros, aunque también escribió varias canciones en solitario como «Not Alone» o «Walk in the Sun».
También ha producido canciones para McFly y otros músicos, por ejemplo, produjo la canción «Only The Strong Survive,» del cuarto álbum de estudio de la banda, Radio:ACTIVE, así como la versión de «Umbrella» de Rihanna.
Como proyecto paralelo, Jones también ha estado trabajando en remixes de las canciones de su banda, así como otras canciones. Canciones como «Party Girl», «Nowhere Left To Run» y «Take Me There» han sido remezclados con el nombre Danny Jones. Algunos remixes se puede encontrar como caras B de singles del álbum Above the Noise. Jones también ha sido visto en afterparties numerosos conciertos como DJ.
Dejando a un lado la banda, Danny ha escrito los temas «Forget all you know» , «Look At The Sky» , «Silence of The City», «Honesty» (junto con su hermana Vicky), y «You Should Know by Now» (grabada junto con su amigo George Karalexis).
Además co-cribió canciones para One Direction como "I would" y "Don't forget where you belong".

### Otros trabajos
Danny también está trabajando con el DJ Roger Sánchez bajo el sobrenombre de The Saturn V y ha estado de gira por Inglaterra como DJ. Está previsto que publique canciones propias dance como «Gone» y «Around Me» co.producidas por Roger y también un remix del éxito de Rihanna «We Found Love».
A finales del 2016 anunció que sería uno de los tres jueces de la versión para niños de The Voice UK. Se grabó durante el 2017 y en enero del 2018 anunciaron la segunda temporada.

### Vida personal
Danny anunció su compromiso con la ex-miss Inglaterra Georgia Horsley a través de su cuenta de Twitter en julio de 2013. El 2 de agosto de 2014 se casaron en una ceremonia a la cual asistieron amigos y familiares. En julio de 2017 anunciaron el embarazo de su primer hijo, sin revelar el sexo. El 27 de enero de 2018 fue padre, por primera vez, de un niño al que llamaron Cooper Alf Jones.

## Apariciones en cine y televisión
Danny ha colaborado, junto al resto del grupo, en la industria cinematográfica de dos maneras: la primera, participando en la película de Lindsay Lohan y Chris Pine, Just my luck, interpretándose a sí mismo. La segunda, poniendo voz al tema principal de la película de Ben Stiller, Night at the Museum, con el tema «Friday Night», extraído de su tercer álbum de estudio, Motion in the Ocean.
 También ha participado con sus compañeros en algunos episodios de series británicas como Casualty, Hollyoaks o Doctor Who. También participó en dos realities; el primero de ellos perteneciente a las series Ghost Hunting, donde junto a McFly paseó por los emplazamientos más embrujados del país. El segundo, durante el año 2010 y sin sus compañeros, fue para el reality operístico Popstar to Operastar, donde aguantó cuatro semanas. En solitario, Danny ha aparecido en el concurso All star Family Fortunes, junto a su hermana, madre, tía y primo, donde perdió, y cuando contaba con 14 años, participó en Step to the stars, un concurso parecido a Lluvia de estrellas. Tocó con su antigua banda, donde su hermana Vicky era la voz principal, YK2, cantando «Thank You» de Alanis Morisette y quedando en segundo lugar.
 Más recientemente, ha participado junto al grupo en su propio reality show, llamado McFly on the Wall.
En el año 2010, la banda rodó su propio cortometraje de 40 minutos de duración de tema vampírico, llamado Nowhere Left to Run, para promocionar su revolucionaria web Super City.

## Premios
(Para los premios ganados con McFly ver: Premios de McFly)
- Smash Hits Awards 2004: Hombre más atractivo[12]
- Smash Hits Awards 2005: Hombre más besable[13]

- Smash Hits Awards 2005: Mejor cabello

- Capricho Awards: Mejor cantante internacional[14]